# 2018年のスーパーカップ (日本サッカー)
2018年のスーパーカップは、2018年2月10日に埼玉スタジアム2002（埼玉県さいたま市）で行われた、25回目のスーパーカップである。

## 概要
富士ゼロックスの特別協賛により、FUJI XEROX SUPER CUP2018（フジ ゼロックス スーパーカップ2018）の名称で開催された。
主催
公益財団法人 日本サッカー協会 / 公益社団法人 日本プロサッカーリーグ
主管
公益社団法人 日本プロサッカーリーグ / 公益財団法人 埼玉県サッカー協会
特別協賛
富士ゼロックス株式会社
賞金
- 優勝 3,000万円
- 準優勝 2,000万円

レギュレーション
- 前後半45分ハーフの合計90分で行う。
- 90分で決着が付かなかった場合には、延長戦は行わずPK戦により勝敗を決する。PK戦はABBA方式とする。
- 選手交代は5名まで。ただし交代のタイミングは、ハーフタイムを除き3回まで。

## 参加クラブ
- 川崎フロンターレ（2017明治安田生命J1リーグ 優勝・初出場）
- セレッソ大阪（第97回天皇杯全日本サッカー選手権大会優勝・初出場）

## 試合結果
| 2018年2月10日 13:35 |

| 川崎フロンターレ                | 2 - 3    | セレッソ大阪                                |
| 小林悠 51分 · 大久保嘉人 90+2分 | 公式記録 | 山口蛍 26分 · 清武弘嗣 48分 · 高木俊幸 78分 |

| 埼玉スタジアム2002、さいたま 観客数: 41,803 人 主審: 福島孝一郎 |

### 前半
川崎は昨年からのスタイルを踏襲する4-2-3-1。最終ラインは右SBに田坂祐介が起用され、3列目は大島僚太が先発を回避し森谷賢太郎とエドゥアルド・ネットの2枚、2列目中央は中村憲剛、最前線は小林悠が先発で新加入の大久保嘉人はベンチスタートとなった。C大阪はボランチのソウザが欠場し、代わりに昨年はトップ下起用が多かった山村和也が山口蛍とのコンビで先発。最前線に杉本健勇と柿谷曜一朗が並ぶ4-4-2でスタートした。
序盤から洗練されたプレッシングと効果的な攻撃を見せたC大阪が優位に試合を進めると、26分に右サイドを攻略し、山村からのクロスをエリア内で収めた杉本のラストパスに山口蛍が右足で合わせてシュート。これがゴール右へと沈み、C大阪が先制に成功する。その後は1点を追う川崎が攻める時間が増えるものの、大きなチャンスは作れず。前半は0-1とC大阪がリードして折り返した。

### 後半
追いつきたい川崎は森谷に代え大島、中村に代え大久保を投入して攻勢に出る。一方のセレッソも柿谷を下げて新加入のヤン・ドンヒョンを送り出す。すると48分、味方のゴールキックを競り勝った杉本が頭で落とすと、いち早く反応した清武弘嗣が最終ラインを突破してGKと1対1に。清武がこれをゴール左上に蹴り込み追加点を挙げた。2点のビハインドとなった川崎だがキックオフからボールを握って攻め込むと、家長昭博のクロスのこぼれ球に反応した車屋紳太郎がヤン・ドンヒョンに後ろから倒されてPKを獲得。これを小林悠が真ん中に蹴り込んで1点差に詰め寄った。その後も川崎が攻め立てるが、C大阪が要所を締める戦いで決定的な場面を作り出していく。57分には丸橋祐介のFKをマテイ・ヨニッチが合わせてネットを揺らすも、オフサイドの判定。62分、C大阪にアクシデント。杉本と清武が味方同士で激しく交錯し、清武が負傷。新加入の高木俊幸と交代となった。その後も同じような展開が続くが78分、中央で縦パスを受けたヤン・ドンヒョンがスルーパス、これに抜け出した高木がシュートを流し込んで決定的な3点目を奪った。その後川崎は知念慶を投入して捨て身の攻撃に出ると、90+2分に途中出場の長谷川竜也が左サイドを強引に突破し、クロスを大久保が押し込んで再び1点差に詰め寄るが、反撃はここまで。C大阪が3-2で川崎を破り、ゼロックス杯初優勝を達成した。敗れた川崎は国内タイトル全てで準優勝を経験したことになった。

### 注記
1. ↑  3回までに制限する理由は、交代が時間稼ぎに使われないようにするため[3]。